# Староалейка
Староалейка — посёлок в Топчихинском районе Алтайского края. Входит в состав Красноярского сельсовета.

## История
В 1928 году посёлок Старо-Алейский состоял из 110 хозяйств, основное население — русские. В административном отношении входил в состав Усть-Алейского сельсовета Чистюньского района Барнаульского округа Сибирского края.

## Население
| 1926 | 1997 | 1998 | 1999 | 2000 | 2001 |
| ---- | ---- | ---- | ---- | ---- | ---- |
| 572  | ↘6   | ↘3   | ↗4   | →4   | ↘3   |
| 2002 | 2003 | 2004 | 2005 | 2006 | 2007 |
| ↘2   | →2   | →2   | →2   | →2   | →2   |
| 2008 | 2009 | 2010 |      |      |      |
| →2   | ↘1   | ↘0   |      |      |      |

Национальный состав
Согласно результатам переписи 2002 года, в национальной структуре населения русские составляли 100 %.